# Discovery Family
Discovery Family (anteriormente Discovery Kids, The Hub e a Hub Network) é um canal a cabo digital digital americano e televisão por satélite canal controlado por Warner Bros. Discovery O canal é comercializado como um família de uso familiar rede com uma mistura de programas originais e adquiridas das crianças, juntamente com orientada para a família ciência e programas de natureza temática.
A rede originalmente lançado em 7 de outubro de 1996, Discovery Kids, um spin-off de Discovery Channel que contou com a ciência, natureza e aventura com temáticas programas voltados para crianças com idade entre 6 e 11. Em abril de 2009, Hasbro anunciou uma joint venture com a Discovery relançar Discovery Kids como The Hub (mais tarde Hub Network) em 10 de outubro de 2010. The Hub foi destinado a ser, uma rede geral orientada para os jovens com uma programação "diversificada", principalmente featuring programação adaptada de franquias Hasbro (como Transformers, o seu jogos de tabuleiro,  My Little Pony ,  Pound Puppies  e Littlest Pet Shop), juntamente com outros programas, voltados para a família, como a sitcom de reprises e filmes.
Em 25 de setembro de 2014, na sequência de relatórios no início do ano que o presidente Hub Network, Margaret Loesch deixaria o cargo até o final de 2014, o Discovery adquiriu 10% da participação da Hasbro na rede e substituído Loesch com Henry Schleiff, que lidera a Discovery Communications, outro redes digitais. Em 13 de outubro de 2014, Hub Network foi relançado como Discovery Family formação da rede foi reformatado para se concentram principalmente em reprises de Não ficção programas da biblioteca da Discovery Communications (marcando um retorno parcial ao escopo original do canal como uma orientada para os jovens spin-off da Discovery Channel). Hasbro continua a ser um parceiro minoritário na Discovery Family, e continua a fornecer a programação infantil para o seu dia-lineup permitindo a programação do Hub Network para transitar.

## História

### Discovery Kids
Discovery Kids lançado em 7 de outubro de 1996, a Discovery Communications com parte de um conjunto de quatro novos canais a cabo que inclui Discovery Travel & Living, Discovery Civilization e Science Channel. Após o seu lançamento, a rede ofereceu principalmente aventura, natureza e ciência com temáticos programas voltados para crianças entre idades 6 e 11. Marjorie Kaplan, vice-presidente sênior da rede, explicou que a criação da Discovery Kids foi influenciada principalmente para crianças que estavam assistindo a programação da rede de adultos junto com seus pais. A partir de 1996 até 2000, Discovery Kids foi realizado por apenas uma seleção de poucos provedores de televisão a cabo. Até o final de 2001, o canal foi transmitidos em pelo menos 15 milhões de casas. Foi lançado em 14 de setembro de 2002, um bloco de programação exibido nas manhã de sábado chamado Discovery Kids on NBC até 2 de setembro de 2006, que foi transmitido pela NBC. Em março de 2006, NBC substituiria o bloco Discovery Kids para Qubo em 9 de setembro de 2006.

### The Hub/Hub Network
Em 30 de abril de 2009, foi anunciado que a Hasbro adquiriu uma participação de 50% no Discovery Kids, o que resultou na joint-venture, que mudou o nome do canal para The Hub. A Discovery irá supervisionar vendas de anúncios e distribuição, enquanto a Hasbro será responsável pela programação.
O canal lançado às 10:00 ET (09:00 CT), em 10 de outubro de 2010, tomando o espaço do canal Discovery Kids, após uma maratona final de Kenny the Shark. O primeiro programa que foi ao ar no canal foi a série animada The Twisted Whiskers Show. Desde o dia em que The Hub foi lançado, a Verizon FiOS e a AT&T U-Verse tem uma versão em alta definição do canal.

Em 2011, um débito recente com a SEC, a Discovery Communications indicou que o canal pode valer menos do que se acreditava, com base em um baixo número de audiência. A administração do The Hub está atualmente passando por uma análise do valor de mercado do canal.
Em março de 2013, o canal foi renomeado para Hub Network. No final de 2013, Hub Network introduziu um logotipo atualizado e uma nova campanha de imagem, "Making Family Fun", que foi desenvolvido pela agência de Los Angeles baseada em Oishii Creative.

### Atualmente
Em 12 de junho de 2014, foi relatado que Margaret Loesch deixaria o cargo de seu papel como presidente e CEO Hub Network até o final de 2014.
Em 25 de setembro de 2014, o Discovery anunciou que vai adquirir 10% de participação da Hasbro e rebranding de Hub Network para Discovery Family em 13 de outubro de 2014, embora Hasbro continuará a fornecer programação infantil no período da tarde, A programação do horário nobre em torno da Discovery Family orientada reconstruir em toda família.

### Logo

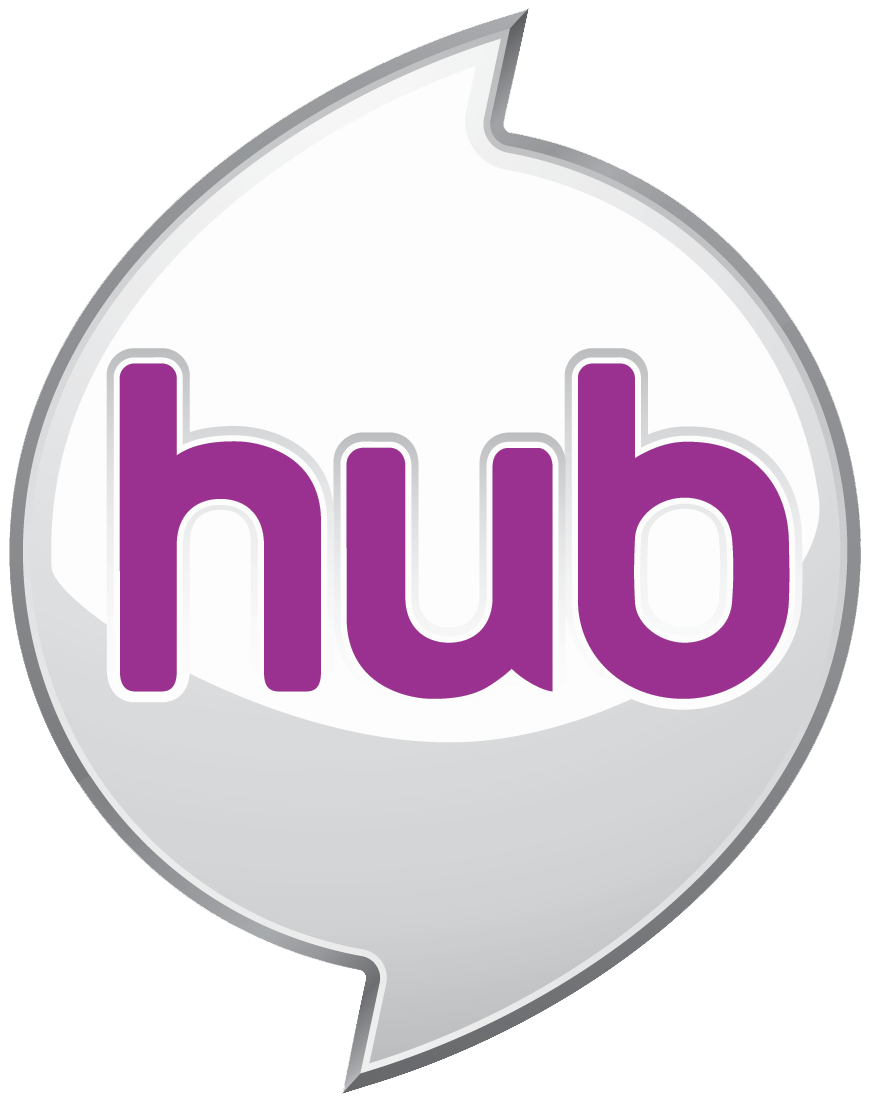
Logo utilizado desde 26 de maio de 2014 - 1 de janeiro de 2015
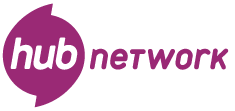
Logo utilizado desde 1 de janeiro de 2015 - 2 de janeiro de 2015
Logo utilizado desde 2 de janeiro de 2015 - 31 de março de 2016